# Расстрел членов Киевского клуба русских националистов
Расстрел членов Киевского клуба русских националистов (ККРН) в мае 1919 года в Киеве — эпизод красного террора, в ходе которого были арестованы и расстреляны большевиками бывшие члены Киевского клуба русских националистов, оставшиеся в городе в 1919 году.
После занятия большевиками Киева в начале 1919 года по списку сборника ККРН за 1913 год Киевской губернской Чрезвычайной комиссией (ЧК) были установлены места проживания бывших членов клуба и произведены их аресты. Всего было арестовано более 60 человек, из которых не менее 53 расстреляно. Основные расстрелы были произведены между 15 и 25 мая 1919 года.

## Историография
Данное событие Гражданской войны в России подробно не изучено. В публицистической литературе, как правило, освещение события сводилось к публикации и ретрансляции текста общественно-политического деятеля и киевского монархиста Василия Шульгина о том, что Чрезвычайная комиссия в Киеве раздобыла сборник ККРН за 1911 год и расстреляла всех упомянутых в этом сборнике и не успевших сбежать из города, а главным виновником расправы является председатель Реввоенсовета Лев Троцкий.
Киевским краеведом доктором экономических наук Тимуром Кальченко в научной статье, посвящённой исследованию события и опубликованной в журнале «Русин» в 2018 году, сделан вывод, что Троцкий не имел прямого отношения к данному расстрелу, а расстрелы производились по списку ККРН не за 1911 год, а за 1913-й. Кальченко в ходе своего исследования отметил отсутствие доказательств того, что ККРН был уничтожен по «национальным» мотивам, а главной причиной репрессий учёный определил то, что в глазах большевиков ККРН являлся организацией «буржуазной», «империалистической» и «контрреволюционной».

## История

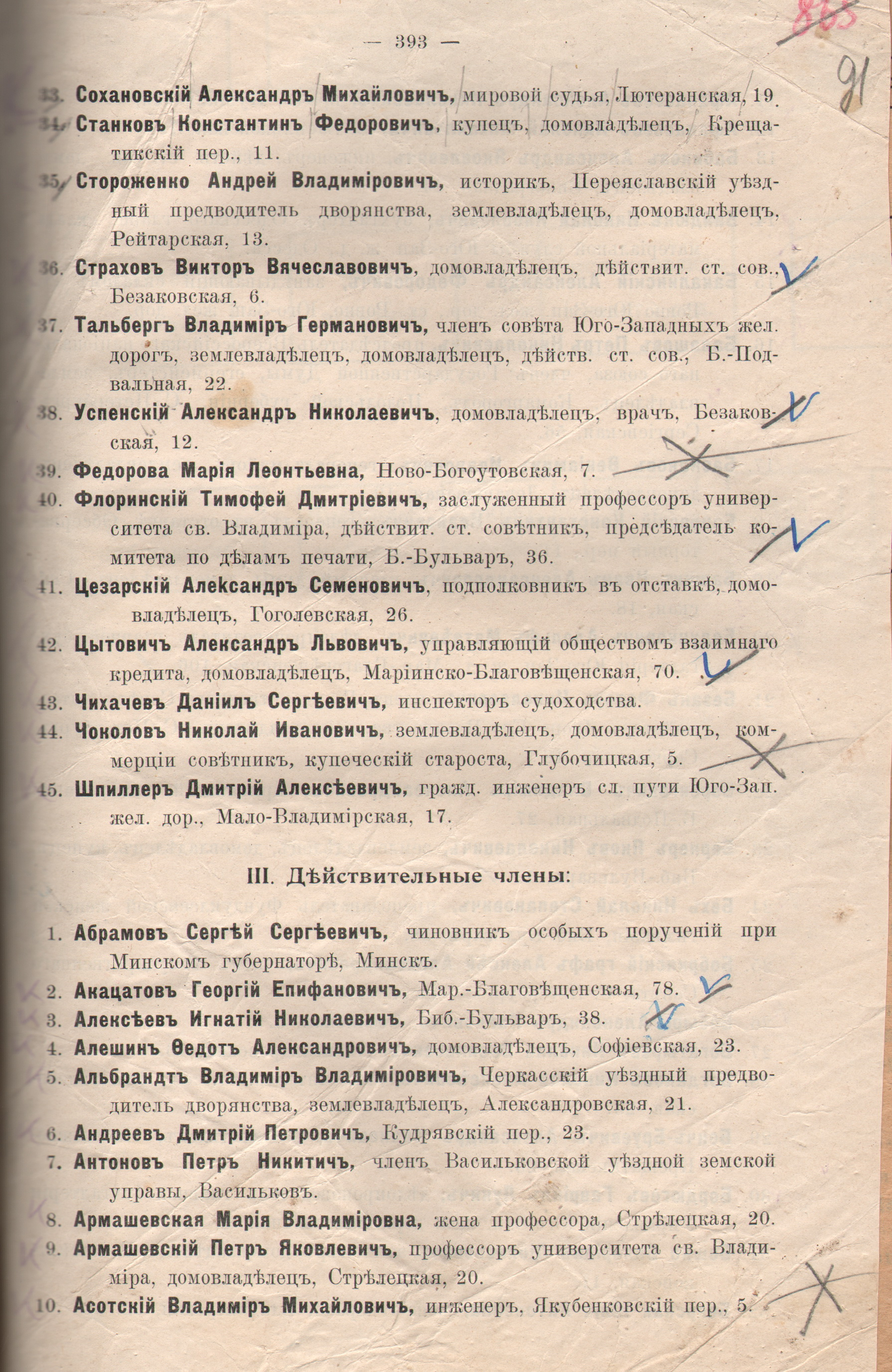
Лист из «Сборника Киевского клуба русских националистов» с алфавитным указателем членов за 1913 год с пометками чекистов, по которому производился арест бывших членов ККРН

В 1910-е годы Киевский клуб русских националистов (ККРН) был ведущей русской организацией в юго-западном регионе Российской империи. На протяжении 1913—1914 годов многие члены клуба, придерживавшиеся крайне правых взглядов, вышли из состава организации. Остальные члены во главе с председателем Клуба Анатолием Савенко в своих взглядах постепенно смещались влево. В 1917 году ККРН поддержал Февральскую революцию и переименовался в «Клуб прогрессивных русских националистов», а в дальнейшем стал основной для Внепартийного блока русских избирателей, который в январе 1918 года с 29,53 % поддержки занял по Киеву первое место на выборах в украинское Учредительное собрание. В конце 1918-начале 1919 года основной актив клуба в связи с приходом к власти в Киеве петлюровцев бежал из Киева в Одессу. В городе остались в основном только бывшие члены ККРН, вышедшие из клуба из-за разногласий с Савенко или по иным причинам.
5 февраля 1919 года большевистские войска вошли в Киев. В мае 1919 года организованная большевиками в городе Чрезвычайная комиссия приступила к аресту бывших и действующих членов клуба. Аресты происходили за полночь или ранним утром в присутствии председателей домовых комитетов, все они производились представителями ЧК Рубинштейном и Павловым. Арестованные направлялись в здание ЧК на Елизаветинской улице на Печерске и размещались в общей камере. Первая группа арестованных в количестве 8 человек попала в это здание 12 мая 1919 года, ещё часть была арестована на следующий день. Большинство бывших членов ККРН было взято под стражу в ночь с 13 на 14 мая 1919 года, несколько человек попали в ЧК в ночь с 16 на 17 мая, а ещё один человек (Б. Н. Левестам) — по доносу 26 июня.
Допросы арестованных вели дежурные следователи Лазурнина, Равер, Тартаковский, Берман, Гринштейн, Алексеев, Сидоренко. Основную массу протоколов допросов составили Берман, Гринштейн, Алексеев и Сидоренко. В них содержались прежде всего описание социального и имущественного положения арестованных, а также информация о наличных средствах и банковских счетах. Также там были признательные показания бывших членов клуба о своих прошлых убеждениях и отношению к новой власти с разной степенью детализации. При этом Кальченко отмечает, что значительная часть арестованных после февраля 1917 года действительно не имела никакого отношения к политике.
По истечении нескольких дней после допроса происходили заседания Особой комиссии при Киевской ЧК. По архивным данным известны подробности некоторых из них, в частности, заседание ЧК 19 мая, на котором были приговорены к смерти С. Н. Щеголев, А. П. Бобырь, И. Ф. Моссаковский, Н. Н. Раич, Г. И. Приступа, П. Я. Армашевский и ряд других членов ККРН, проходило под председательством главы Киевской ЧК Петра Дегтяренко, секретарь заседания — Шуб, глава Всеукраинской ЧК Лацис, Яковлев, Шварцман, Савчук, Угаров, Гринштейн. На заседании 21 мая 1919 года, на котором приговорили к расстрелу П. А. Гомоляку, был тот же состав за исключением Яковлева, и дополнительно присутствовали заведующий юридическим отделом Валер и инспектор Лашкевич.
В порядке проведения в жизнь мероприятий красного террора подавляющему большинству членов клуба были вынесены приговоры о применении высшей меры наказания (расстрела) с конфискацией имущества. Приговор приводился в исполнение через несколько дней (обычно в три часа ночи), в отдельных случаях — в течение 24 часов после вынесения приговора. Большая часть участников ККРН погибла в 3 часа ночи 22 мая 1919 года.

## Состав расстрелянных
Кальченко делит расстрелянных членов ККРН на четыре условные группы:
- Элита клуба и городского общества (14 человек) — бывший подольский вице-губернатор И. М. Неклюдов, учёные П. Я. Армашевский, Т. Д. Флоринский, публицист С. Н. Щеголев, член-учредитель клуба Е. А. Дворжицкий, казначей ККРН Н. В. Мальшин, директора гимназий И. Я. Павлович и Д. П. Янковский и другие;
- Предприниматели, торговцы и банковские работники (14 человек) — купцы В. В. Коноплин, А. С. Новиков, А. П. Слинко, директор Киевского земельного банка А. А. Тоболин, заведующий облигационным отделом того же банка Н. С. Неминский и другие;
- Служащие (16 человек) — конторщик Т. А. Брояковский, инженер Н. Ф. Купчинский, преподаватель реального училища И. П. Матченко, присяжные поверенные М. П. Минников и Г. И. Приступа и другие;
- Мещане и домовладельцы (9 человек) — дворянин И. Ф. Моссаковский, слесарь А. Я. Буравкин, мещанин И. А. Башин, домовладелица Н. Г. де-Векки и другие[3].

## Оценки
Кальченко пишет, что «несмотря на значительную роль евреев и украинских левых эсеров в ЧК, прямых доказательств того, что они уничтожили ККРН по „национальным“ мотивам, нет». Учёный главной причиной репрессий против ККРН рассматривает её оценку большевиками как «буржуазной», «империалистической» и «контрреволюционной» организации, и поэтому, по мнению автора, «вряд ли ККРН мог избежать своей судьбы». Также автор считает, что «отдельные чекисты вполне могли руководствоваться чувством „национальной“ мести в не меньшей степени, чем большевистской идеологией или желанием ограбить арестованных».